# 北浜晴子
北浜 晴子（きたはま はるこ、1938年7月1日 - 2023年11月2日）は、日本の女性声優、ナレーター。東京府（現：東京都）出身。

## 来歴
小さい頃は「これになりたい」といったことは特に考えていなかったが、その後はだんだん考えるようになった。その時は「生きるんだ」という確かな実感が持てる職に就きたかったという。自分の人生だけでなく、色々な人生を生きることができることから声優を志す。
1958年、TBS放送劇団に入団。その後、桐の会→劇団薔薇座→青二プロダクション→ぷろだくしょんバオバブ→大沢事務所を経て再び青二プロダクション所属。
2023年11月2日、慢性肺疾患のため死去。訃報は11月10日に青二プロダクションより公表された。

## 人物
声種は知的でクールなアルト。声優としては、アニメ、洋画、ゲームに出演、テレビのナレーション、ラジオのDJも務めている。声優としての活動を始めた当初は6歳、10歳ぐらいの男子役の吹き替えが多かったが、『ローハイド』で初めて女性役の吹き替えを務めて『すてきなケティ』のケティ役で初レギュラー。『奥さまは魔女』のサマンサ・スティーブンス役で知られる。アニメでは、サマンサのような包容力のある役柄、まったく逆に迫力のある悪女といった役柄が多い。
大竹宏は北浜を「プライドが高い」と評している。『マジンガーZ』のあしゅら男爵は柴田秀勝と互いに張り合って台詞を喋るため、口パクが合わず、大竹が「柴田が先に声を出して、それに追随するようにお晴がしゃべったらどうか」とアドバイスしたという。
ぷろだくしょんバオバブ所属時はバオバブシンガーズとしても活動していた。
趣味は読書、観劇。

## 出演
太字はメインキャラクター。

### テレビアニメ
1963年
- 鉄人28号 (テレビアニメ第1作)（エスコ）

1965年
- オバケのQ太郎（1965年 - 1972年、ママ） - 2シリーズ

1966年
- おそ松くん（松野一松、松野トド松）
- 新ジャングル大帝 進めレオ!（ライヤ）

1967年
- ちびっこ怪獣ヤダモン（ママ）

1968年
- 巨人の星（1968年 - 1971年）
- サスケ（トネ、スガル / ワカナ）

1969年
- アタックNo.1（三条美智留、マヌンバ）
- ウメ星デンカ（ママ）
- 紅三四郎
- どろろ（縫の方、万代）

1970年
- いなかっぺ大将（白雪先生）
- 昆虫物語 みなしごハッチ（1970年 - 1974年、ママ〈女王〉） - 2シリーズ
- タイガーマスク

1971年
- 珍豪ムチャ兵衛
- ふしぎなメルモ（ママ）

1972年
- 海のトリトン（ルカー）
- 樫の木モック（雪女）
- ゲゲゲの鬼太郎（第2作）
- 正義を愛する者 月光仮面（紅サソリ / サンドリア）
- デビルマン（シレーヌ）
- 天才バカボン
- ど根性ガエル
- マジンガーZ（1972年 - 1974年、あしゅら男爵〈女〉）
- モンシェリCoCo（シェリル編集長）
- ルパン三世 (TV第1シリーズ)
- さるとびエッちゃん

1973年
- キューティーハニー（1973年 - 1974年、ブラッククロー 他）
- けろっこデメタン（ナレーター）
- 荒野の少年イサム
- ドラえもん（お世辞鏡）
- バビル2世
- ワンサくん（マミー〈2代目〉）

1974年
- エースをねらえ!
- グレートマジンガー（1974年 - 1975年、スパイX、ヤヌス侯爵）
- ジムボタン（ニーナ）

1975年
- 宇宙戦艦ヤマト（ビーメラ星女王）

1976年
- マグネロボ ガ・キーン（1976年 - 1977年、スタッフィー将軍）

1977年
- ヤッターマン（雪の女王）

1978年
- 一休さん
- 宇宙海賊キャプテンハーロック（1978年 - 1979年、ラフレシア）
- SF西遊記スタージンガー（1978年 - 1979年、ノバ、バゲハ、女首領、フロメダ、エドラ、メルーサ）
- 銀河鉄道999（リューズ、ユキの母）
- ピンク・レディー物語 栄光の天使たち
- 魔女っ子チックル（小森春子、矢野さとみ）
- ルパン三世 (TV第2シリーズ)

1979年
- アニメーション紀行 マルコ・ポーロの冒険（ダナの母）
- サイボーグ009（アスターシャ）
- ゼンダマン（王妃）
- 未来ロボ ダルタニアス（みどり）

1980年
- 太陽の使者 鉄人28号（エスコ）

1981年
- 鉄腕アトム（第2作）（クインメリー）
- 百獣王ゴライオン（女神）

1983年
- 未来警察ウラシマン（ミレーヌ・サベリーエワ）

1984年
- ガラスの仮面（ナレーター、姫川歌子）
- 超力ロボ ガラット（ローザ）

1985年
- おねがい!サミアどん

2003年
- 犬夜叉（観音掛け軸）

2009年
- ちびまる子ちゃん（山岡さん）

### 劇場アニメ
1969年
- 巨人の星

1972年
- 魔犬ライナー0011変身せよ!（クイーン）

1973年
- マジンガーZ対デビルマン（あしゅら男爵）

1975年
- アンデルセン童話 にんぎょ姫（魔女）

1979年
- 銀河鉄道999 劇場版（エメラルダス）※予告編
- くるみ割り人形（ジプシー占い）

1981年
- 怪物くん 怪物ランドへの招待（ゴーリキ夫人）
- 世界名作童話 白鳥の湖（予告編ナレーション）

1982年
- 怪物くん デーモンの剣（ゴーリキ夫人）

1986年
- 魔物語 愛しのベティ

### OVA
2001年
- マジンカイザー（2001年 - 2002年、あしゅら男爵）

### 吹き替え

#### 担当女優
アーレン・マーテル
- スパイ大作戦  ※フジテレビ版
  - 第98話『ニトロで脱獄』（1970年、アセーダ）

- 宇宙大作戦 ※フジテレビ版
  - 第30話『バルカン星人の秘密』（1972年、プリング）

- 刑事コロンボ  ※NHK版
  - 第11話『悪の温室』（1973年、グロリア・ウェスト）

エヴァ・マリー・セイント
- 北北西に進路を取れ（1971年、イヴ・ケンドール）※東京12ch版
- グラン・プリ（1974年、ルイーズ・フレデリクソン）※東京12ch版

エリザベス・モンゴメリー
- 奥さまは魔女（1966年−1972年、サマンサ・スティーブンス / セリーナ）※TBS版
- ひとりぼっちのギャング（1971年、ダリアン・ギネス）※NET版
- 私は犯された/エレイン夫人の裁判（1976年、エレン・ハロッド）※NET版
- 開拓者たち（1979年、セイワード・ラケット / ナレーション）※フジテレビ版

エレン・バースティン
- ヤァヤァ・シスターズの聖なる秘密（2004年、ヴィヴィ・アボット・ウォーカー）※ソフト版
- ウィッカーマン（2008年、シスター・サマーズアイル）※ソフト版

サリー・ケラーマン
- 宇宙大作戦  ※日本テレビ版
  - 第3話『光るめだま』（1969年、エリザベス・デナー博士）

- 第三の日（1970年、ホリー・ミッチェル）※NET版
- M★A★S★H マッシュ（1977年、ホット・リップス、マーガレット・フーリハン少佐） ※フジテレビ版

ドロシー・マローン
- 千の顔を持つ男（不明、クレヴァ・クレイトン・チェイニー）
- ワーロック（1980年、リリー・ダラー）※テレビ朝日版

マーサ・ハイヤー
- 大空の凱歌（1968年、メアリー・ヘス）※NET版
- 野望に燃える男（1969年、アビー・ヴォラード） ※NET版

#### 映画
時期不明
- 王国の鍵（マリア・ベロニカ〈ローズ・ストランダー〉）
- ギルダ（ギルダ・マンスン・ファレル〈リタ・ヘイワース〉）※日本テレビ版
- スキーと少年
- ならず者（リオ・マクドナルド〈ジェーン・ラッセル〉）
- ネブラスカの一匹狼 (ケイ・ヒルマン〈イボンヌ・バスティアン〉)

1967年
- テーブル・ロックの決闘（キャシィ〈アンジー・ディキンソン〉、女A、女B）※フジテレビ版
- 見知らぬ人でなく（ハリエット・ラング〈グロリア・グレアム〉）※NET版
- 拳銃の報酬（ルース〈キム・ハミルトン〉、女の子、少女1）※NET版
- カサブランカ（イヴォンヌ〈マデリーン・ルボー〉）※NET版

1968年
- 赤い河（テス・ミレー〈ジョアン・ドルー〉）※NET版
- 遠い太鼓（ジュディ〈マリ・アルドン〉）※東京12ch版
- 汚れた顔の天使（ローリー・ファーガソン〈アン・シェリダン〉）※NET版
- 昆虫大戦争（アナベル〈キャシー・ホーラン〉）劇場公開版
- 脱出（エレーヌ・ド・ビュルサック〈ドロレス・モラン〉）※NET版

1969年
- 怒涛の果て（アンジェリーク〈ゲイル・ラッセル〉） ※東京12ch版
- 拳銃の町（アーリー・ハロルディ〈エラ・レインズ〉）※東京12ch版
- 私生活（カーラ〈ウルスラ・クブレール〉、秘書、女）※NET版
- 暗黒街の復讐（ケイ・ローレンス〈リザベス・スコット〉）※東京12ch版
- ベイルートより愛をこめて （女中 (刑事)〈マリア・カロ〉）※フジテレビ版

1970年
- 二重の鍵（レダ〈アントネッラ・ルアルディ〉） ※TBS版
- オペラ座の怪人（マリア〈リアーヌ・オーキン〉）※TBS版
- 赤い崖（エレン・キングシップ〈ヴァージニア・リース〉）※TBS版
- 軽蔑（フランチェスカ・ヴァニーニ〈ジョルジア・モル〉）※TBS版
- スポイラース（ヘレン・チェスター〈マーガレット・リンゼイ〉）※NET版
- ナポリと女と泥棒たち（マギー〈センタ・バーガー〉）※TBS版
- 怒りの荒野（アイリーン・カッチャー〈アンナ・オルソ〉）※NET版

1971年
- 原始怪獣ドラゴドン（サリタ〈パトリシア・メディナ〉）※NET版
- 燃える洞窟（シャルナ〈ダニエル・ノエル〉）※NET版
- 大アマゾンの半魚人（ケイ・ローレンス〈ジュリー・アダムス〉）
- 抱擁（キャシー・マック〈ビヴァリー・ガーランド〉）※東京12ch版
- お嬢さん、お手やわらかに!（アガート〈パスカル・プティ〉） ※フジテレビ版

1972年
- 宇宙からの侵入者 (リー・メイソン〈ジェニファー・ジェイン〉）※NHK版
- 華氏451  ※TBS版
- 予期せぬ出来事（フランシス・アンドロス〈エリザベス・テイラー〉）※東京12ch版
- 殺しを呼ぶ瞳（マーシャ・ブレイン〈マーシャ・ヘンダーソン〉） ※東京12ch版

1973年
- 裸のランナー（ルース〈トビー・ロビンズ〉） ※NET版
- サンタモニカの週末（ダイアナ〈ジョアンナ・バーンズ〉〉）※東京12ch版
- 黒いオルフェ（セラフィナ〈レア・ガルシア〉）※フジテレビ版
- 血とバラ（ミラルカ〈カーミラ・ストロイベリ〉）※フジテレビ版
- 大西部への道（レベッカ・エヴァンス〈ローラ・オルブライト〉）※NET版
- アルバレス・ケリー（リズ・ピカリング〈ジャニス・ルール〉）※NET版
- 燃える平原児（ロズリン・ピアース〈バーバラ・イーデン〉）※フジテレビ版
- ゴルゴ13（シーラ・ジャフアリ〈ジャレ・サム〉）※劇場公開版

1974年
- 結婚一年生（エマ・ティーズリー〈シシリー・タイソン〉）※NHK版
- 尼僧物語（マザー・クリストフ〈ベアトリス・ストレイト〉）※NET版

1975年
- 荒鷲の要塞（ハイジ・シュミット〈イングリッド・ピット〉）※日本テレビ版
- 地球爆破作戦（クレオ・マーカム博士〈スーザン・クラーク〉） ※NET版
- 荒野の墓標（ロザリンド〈マリア・クアドラ〉） ※フジテレビ版
- さよなら，おんぼろアン（ルイーズ・ウォルターズ〈マーレン・ウォーフィールド〉）※NHK版
- ショーン・コネリー/盗聴作戦（イングリッド〈ダイアン・キャノン〉）※フジテレビ版

1976年
- 激突!（妻〈ジャクリーン・スコット〉）※劇場公開版
- 悪を呼ぶ少年（アレクサンドラプ〈ダイアナ・マルドア〉）※NET版
- ハイジャック  ※フジテレビ版

1978年
- 砂塵（フレンチー〈マレーネ・ディートリヒ〉）※東京12ch版

1979年
- 砂の城・人妻マーガレットの場合（マーガレット・レイノルズ〈バーブラ・ストライサンド〉）※フジテレビ版

1980年
- リオ・ロボ（シャスタ・デラニー〈ジェニファー・オニール〉）※フジテレビ版
- スター・ウォーズ エピソード5/帝国の逆襲（トリン・ファー中佐〈ブリジット・カン〉）※劇場公開版
- サスペリアPART2（ジャンナ・ブレッチィ〈ダリア・ニコロディ〉）※TBS版

1981年
- 愛の狩人（ルイーズ〈リタ・モレノ〉）※LD版

1984年
- カンニング・モンキー 天中拳（苗春花〈リー・チーリン〉）※フジテレビ版

1985年
- 巴里のアメリカ人（ミロ・ロバーツ〈ニナ・フォック〉）※テレビ朝日版

1991年
- ジム・ヘンソンのウィッチズ/大魔女をやっつけろ!（エヴァ・エルンスト〈アンジェリカ・ヒューストン〉）※ソフト版
- レナードの朝（エレノア・コステロ〈ジュリー・カブナー〉）※ソフト版

1993年
- 遥かなる大地へ（ノラ・クリスティ〈バーバラ・バブコック〉）※ソフト版

2004年
- トロイ（テティス〈ジュリー・クリスティ〉）※劇場公開版

2005年
- 奥さまは魔女（アイリス・スマイソン〈シャーリー・マクレーン〉）※ソフト版

#### ドラマ
時期不明
- 宇宙家族ロビンソン
- 警部マクロード

1963年
- すてきなケティ（1963年−1966年、ケティ・ホルストラム〈インガー・スティーヴンス〉）※NET版

1966年
- ブルーライト作戦（スザンヌ・デュチャード〈クリスチーヌ・カレル〉） ※フジテレビ版

1967年
- 0011ナポレオン・ソロ  ※日本テレビ版
  - 第57話『コウモリ男』（クレメンシー・マギル〈ジョーン・フリーマン〉

- 逃亡者 ※TBS版
  - 第111話『真相』（サリー〈ロリ・スコット〉）

1968年
- 特攻ギャリソン・ゴリラ ※NET版
  - 第11話『捨て身でぶつかれ！』（マリアンヌ〈エリザベス・ノールズ〉）

- キャプテン・スカーレット※TBS版
  - 第14話『ファッションショーをねらえ!』（ヘルガ〈エリザベス・モーガン〉）

- 0011ナポレオン・ソロ  ※日本テレビ版
  - 第77話『アンクルは燃えているか』（インガ・バーグストロム〈パメラ・カラン〉

1969年
- モッズ特捜隊（ジュリー・バーンズ〈ペギー・リプトン〉）※東京12ch版
- プリズナーNo.6 ※NHK版
  - 第8話『死の筋書き』（女観察者〈ノーマ・ウェスト〉）

1970年
- 謎の円盤UFO（1970年 − 1971年、ニナ・バリー少尉〈ドロレス・マンテス）※日本テレビ版

1971年
- 警部ダン・オーガスト（ケイティ・グラント〈エナ・ハートマン〉）※NET版
- スパイ大作戦 ※フジテレビ版
  - 第113話 『素人スパイ』（クララ・シュラム〈リサ・ペラ〉/空港アナウンス）

1972年
- プロテクター電光石火 ※日本テレビ版
  - 第7話『第四帝国を阻止せよ』
  - 第21話『死んだ筈だよハリー』

- 宇宙大作戦 ※フジテレビ版
  - 第36話『惑星パイラスセブンの怪』（シルビア〈アントワネット・バウアー〉）

1977年
- スペース1999　※TBS版
  - 第9話『巨大宇宙都市出現！』（カラ〈ジョーン・コリンズ〉）

1988年
- ジェシカおばさんの事件簿 ※NHK版
  - 第35話『陪審員はつらいのもの』（ベッキー〈ドーラン・クラーク〉）

1989年
- おしどり探偵 ※NHK版 
  - 第6話『大使閣下の靴の謎』（シセリ・マーチ〈ジェニー・リンデン〉

#### アニメ
1994年
- ライオン・キング（サラビ〈マッジ・シンクレア〉）

#### 人形劇
1968年
- キャプテン・スカーレット ※TBS版 
  - 第14話『ファッションショーをねらえ!』（ヘルガ〈エリザベス・モーガン〉）

### ゲーム
- スーパーロボット大戦シリーズ（1996年 - 2019年、あしゅら男爵〈女〉） - 11作品[一覧 1]
- Dの食卓2（1999年、グレートマザー）
- キャッスルヴァニア（2003年、サキュバス）
- テイルズ オブ レジェンディア（2005年、ミュゼット）

### 特撮
- 宇宙鉄人キョーダイン（ガブリンクィーンの声〈2代目〉）
- 忍者戦隊カクレンジャー（大魔王の妹ヤマンバの声）

### ラジオドラマ
- 赤胴鈴之助[2]

### テレビ番組
- 世界我が心の旅（ナレーション）
- ダウンタウンのごっつええ感じ「連続テレビ小説『木瓜の花』」（ナレーション）

### ボイスオーバー
- ハイビジョン特集

### CM
- ナショナル洗濯機「自動うず潮」（1969年、CMナレーション）※『奥さまは魔女』と同様、柳沢真一と共演。
- ロッテ「マザービスケット」（1980年CM、サマンサの声）
- カネボウ石鹸、カネボウホームプロダクツ、カネボウ化粧品（CMナレーション）
- カメリアダイヤモンド「銀座ジュエリーマキ」（CMナレーション）
- ACジャパン「私たちの敵は無関心です」（1981年、CMナレーション）
- コロナ 「ファンヒーター」（1985年、CMナレーション）
- パチンコ・ゲゲゲの鬼太郎（2011年、CMナレーション）

### その他コンテンツ
- 朝日ソノラマ ソノラマエース・パピィシリーズ「母をたずねて三千里」（アンナ・ロッシ）

### シリーズ一覧
1. ↑  『新』（1996年）、『F』（1997年）、『F完結編』（1998年）、『α』（2000年）、『α外伝』『α for Dreamcast』（2001年）、『IMPACT』（2002年）、『Scramble Commander』（2003年）、『GC』（2004年）、『XO』（2006年）、『DD』（2019年）